# Candia di Ancona
Candia è una frazione del Comune di Ancona (Terza Circoscrizione) situata su una collina affacciata da un lato sulla valle della Baràccola, dall'altro su quella delle Piantate Lunghe. Il suo territorio è prevalentemente collinare e intensamente coltivato a grano, vite ed ulivi.
Ricade amministrativamente sotto Candia anche gran parte della zona industriale-commerciale della Baràccola, in forte espansione.
Gli abitanti sono 865, rendendola di fatto la più popolosa del comune di Ancona.

## Storia
Conosciuta come Castro o Villa di castro, il centro abitato si sviluppò da una piccola fortificazione posta a difesa del confine con il centro Osimo, principale rivale della città di Ancona durante il periodo comunale.
La frazione si sviluppa nella vallata sottostante, dove sorge la zona industriale della Baràccola. La zona, esclusa l'area portuale, è l'area industriale più grande e importante della città di Ancona.

## Monumenti e luoghi d'interesse

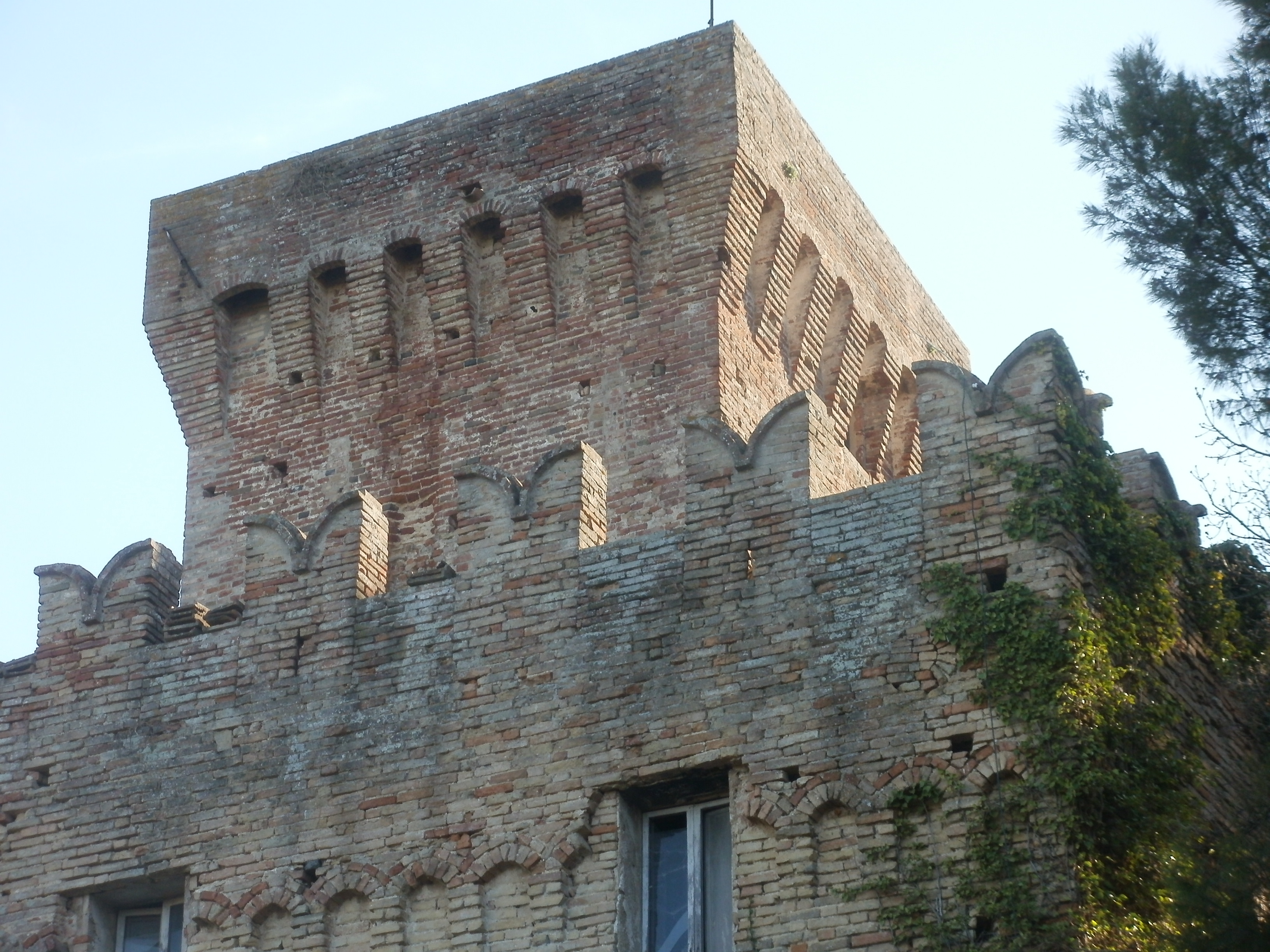
Rocca di Bolignano

Nell'abitato posto sulla collina, si trova la chiesa parrocchiale di San Giuseppe; risalente al 1662, venne ampliata due volte, nel 1874 e nel 1930, e conserva tre altari in stile barocco. Nella sacrestia era conservata una tela di grandi dimensioni raffigurante Quattro sante martiri, oggi al Museo Diocesano di Ancona. 
Nell'area industriale della Baràccola, si trova la Villa Favorita, voluta dai conti Ricotti, famiglia nobile che fece edificare, nei primi anni del Novecento, la chiesa di San Raimondo.
Nel territorio della frazione di Candia sorge la rocca di Bolignano, uno dei castelli di Ancona

## La Festa del Covo
Tipica di questa frazione è la festa del Covo, festa di ringraziamento che viene organizzata sin dalla fine dell'Ottocento. Il covo è un modellino di una chiesa celebre realizzato utilizzando spighe di grano; posto su un biroccio (carro agricolo marchigiano), esso è trainato da buoi fino a raggiungere la chiesa parrocchiale. Il biroccio è seguito da contadini e da bambini vestiti con costumi tradizionali. 
La festa si tiene intorno alla prima domenica di settembre ed è collegata alla Festa del mare di Ancona. 
La manifestazione, insieme a quella analoga di Campocavallo di Osimo, ha avuto riconoscimento da parte della Regione Marche.
Nella tabella sottostante si riportano i modellini realizzati negli ultimi anni.
| Anno | Edificio o opera                                                                       | Paese             |  |
| ---- | -------------------------------------------------------------------------------------- | ----------------- |  |
| 1995 | Chiesa di Santa Maria delle Grazie                                                     | Candia, Ancona    |  |
| 1996 | Chiesa di San Raimondo                                                                 | Baraccola, Ancona |  |
| 1997 | Duomo di San Ciriaco                                                                   | Ancona            |  |
| 1998 | Basilica di San Francesco d'Assisi                                                     | Assisi            |  |
| 1999 | Basilica di San Pietro in Vaticano                                                     | Roma              |  |
| 2000 | Santuario della Santa Casa                                                             | Loreto            |  |
| 2001 | Cattedrale di Santa Maria del Fiore                                                    | Firenze           |  |
| 2002 | Duomo di Milano                                                                        | Milano            |  |
| 2003 | Duomo di Santa Maria Assunta                                                           | Pisa              |  |
| 2004 | Santuario della Beata Vergine del Rosario                                              | Pompei            |  |
| 2005 | Basilica di Sant'Antonio di Padova                                                     | Padova            |  |
| 2006 | Santuario di Jasna Góra                                                                | Częstochowa       |  |
| 2007 | Cattedrale di Santa Maria Assunta                                                      | Siena             |  |
| 2008 | Duomo di Modena                                                                        | Modena            |  |
| 2009 | Chiesa di San Basilio                                                                  | Mosca             |  |
| 2010 | Santuario della Beata Vergine del Rosario                                              | Pompei            |  |
| 2011 | Calice eucaristico per ricordare il Congresso Eucaristico Nazionale tenutosi in Ancona | Ancona            |  |
| 2012 | Cattedrale metropolitana di Santa Maria Assunta                                        | Siena             |  |
| 2013 | Chiesa del Sacro Cuore di Montmartre                                                   | Parigi            |  |
| 2014 | Cattedrale di Santa Maria Assunta in Cielo                                             | Fermo             |  |
| 2015 | Santuario di Santa Maria Goretti                                                       | Corinaldo         |  |
| 2016 | Duomo di Urbino                                                                        | Urbino            |  |
| 2017 | Basilica di San Benedetto                                                              | Norcia            |  |
| 2018 | Basilica di San Nicola                                                                 | Tolentino         |  |
| 2019 | Cattedrale di Matera                                                                   | Matera            |  |
| 2020 | Monumenti della città di Ancona                                                        | Ancona            |  |
| 2021 | Monumenti della città di Ancona                                                        | Ancona            |  |
| 2022 | Chiesa di Santa Maria di Portonovo                                                     | Ancona            |  |